# Petr Bouchal
Petr Bouchal (* 28. srpna 1981 Pelhřimov) je bývalý český fotbalový záložník. Naposledy nastupoval za divizní klub FK Spartak Soběslav.

## Život a kariéra
Narodil se 28. srpna 1981 v Pelhřimově, ale vyrůstal na Táborsku v Soběslavi, kde začínal s fotbalem v tamním klubu FK Spartak Soběslav.
Ještě na základní škole se přesunul do fotbalového týmu SK Dynamo České Budějovice, kde prošel mládežnickými kategoriemi. Svůj první prvoligový zápas odehrál proti týmu FC SYNOT Slovácká Slavia Uherské Hradiště, později přejmenovanému na 1. FC Slovácko. Svůj první a zároveň poslední prvoligový gól vstřelil proti týmu FC Hradec Králové. Asistoval mu při něm Aleš Matoušek.
V roce 2004 byl poslán na hostování do týmu FK Prachatice a tím jeho prvoligová kariéra skončila. Odešel do Rakouska, kde strávil většinu kariéry. Po letech stráveném v Rakousku se spekulovalo o jeho návratu do budějovického Dynama, avšak konkrétní nabídka nikdy nepřišla.
Na zbytek kariéry se vrátil do svého mateřského klubu FK Spartak Soběslav, kde v srpnu 2024 zakončil svojí profesionální kariéru.